# Bea Buci
Bea Buci (Biabusi) ist ein osttimoresischer Ort im Suco Soileco (Verwaltungsamt Bobonaro, Gemeinde Bobonaro). Die kleine Siedlung liegt im Norden der Aldeia Soileco, auf einer Meereshöhe von 594 m, am Osthang des Foho Ilat-Laun. Östlich fließt der Fluss Marobo, südlich befindet sich das Nachbardorf Lesuaben.